# 豊中市立桜井谷小学校
豊中市立桜井谷小学校（とよなかしりつ さくらいだにしょうがっこう）は、大阪府豊中市柴原町三丁目にある公立小学校。

## 沿革
- 1874年3月20日 - 豊島郡第七番小学校として、当時の豊島郡桜井谷村に開校。
- 1880年 - 豊島郡桜渓小学校と称する。
- 1883年 - 豊島郡桜井谷小学校と称する。
- 1891年 - 豊島郡桜井谷尋常小学校に改称。
- 1896年 - 郡の合併により豊能郡桜井谷尋常小学校と称する。
- 1936年10月15日 - 合併による豊中市の発足により、豊中市桜井谷尋常小学校に改称。
- 1941年4月1日 - 国民学校令により豊中市桜井谷国民学校に改称。
- 1947年4月1日 - 学制改革により豊中市立桜井谷小学校に改称。
- 1953年5月 - 校内で火災発生。第二中学校の一部を仮校舎として借用する。
- 1974年4月1日 - 野畑小学校を分離。

## 通学区域
- 豊中市 柴原町1丁目～5丁目、待兼山町（1番のうち大阪大学北側・20番～38番）[1]、宮山町1丁目～4丁目

卒業生は豊中市立第二中学校と豊中市立第十三中学校に分かれて進学する。

## 交通
- 阪急宝塚線 豊中駅から大阪府道43号豊中亀岡線を北へ約2km。
- 阪急バス 桜井谷バス停下車（豊中駅・千里中央駅などから接続）。